# Академија Амбрела (ТВ серија)
Академија Амбрела (енгл. The Umbrella Academy) америчка је суперхеројска стриминг-телевизијска серија. Темељи се на истоименој серији стрипова коју је написао Џерард Веј, илустровао Габријел Ба, а објавио Dark Horse Comics. Аутор серије је Стив Блекман, а развио ју је Џереми Слејтер. Прати дисфункционалну породицу усвојених браће и сестара суперхероја који се поново удружују да би решили мистерију очеве смрти и претње неминовне апокалипсе.
Глумачку поставу предводе: Елиот Пејџ, Том Хопер, Дејвид Кастањеда, Еми Равер Лампман, Роберт Шијан, Ејдан Галагер, Мери Џеј Блајџ, Камерон Бритон, Џон Магаро, Адам Годли, Колм Фиоре, Џастин Х. Мин, Риту Арја, Јусуф Гејтвуд, Марин Ајерланд, Кејт Волш, Хенесис Родригез и Бритни Олдфорд. Године 2011. адаптација је почела са развојем као филм за Universal Pictures. Идеја је 2015. промењена у корист телевизијске серије, коју је Netflix званично купио у јулу 2017. године. Серија се снима у Торонту и Хамилтону.
Прва сезона је приказана 15. фебруара 2019. године. У априлу 2019. Netflix је известио да је 45 милиона домаћинстава гледало прву сезону првих месец дана након њене премијере, поставши једна од најгледанијих серија године. После успеха прве сезоне, серија је обновљена за другу сезону која је приказана 31. јула 2020. године. Обе сезоне су добиле позитивне критике. У новембру 2020. серија је обновљена за трећу сезону која је приказана 22. јуна 2022. године.
Добила је бројна признања, укључујући шест номинација за награде Еми.

## Радња
Након што их окупи очева смрт, браћа и сестре с невероватним моћима разоткривају потресне породичне тајне и претњу која се надвила над целим човечанством.

## Улоге

### Главне
- Елиот Пејџ као Седмица / Виктор Харгривс / Ванја Харгривс / Бела Виолина
- Том Хопер као Лутер Харгривс / Свемирац / Јединица
- Дејвид Кастањеда као Дијего Харгривс / Кракен / Двојка
- Еми Равер Лампман као Алисон Харгривс / Трач / Тројка
- Роберт Шијан као Клаус Харгривс / Сеанса / Четворка
- Ејдан Галагер као Фајв Харгривс / Дечак / Петица
- Мери Џеј Блајџ као Ча-Ча (1. сезона)
- Камерон Бритон као Хејзел (1. сезона; гостујућа улога у 2. сезони)
- Џон Магаро као Леонард Пибој / Харолд Џенкинс (1. сезона)
- Адам Годли као Финеус Пого
- Колм Фиоре као сер Реџиналд Харгривс / Монокл
- Џастин Х. Мин као Бен Харгривс / Хорор / Шестица (2. сезона; споредна улога у 1. сезони)
- Риту Арја као Лила Питс (2. сезона—данас)
- Јусуф Гејтвуд као Рејмонд Честнат (2. сезона; споредна улога у 3. сезони)
- Марин Ајерланд као Сиси Купер (2. сезона; гостујућа улога у 3. сезони)
- Кејт Волш као Руковалац (2. сезона; споредна улога у 1. сезони; специјална гостујућа улога у 3. сезони)
- Хенесис Родригез као Слоун Харгривс / Пети Врабац (3. сезона)
- Бритни Олдфорд као као Феј Харгривс / Трећи Врабац (3. сезона)

### Споредне
- Шејла Макарти као Агнес Рофа (1. сезона)
- Џордан Клер Робинс као Грејс Харгривс / Мама
- Ешли Мадекве као детективка Јудора Печ (1. сезона)
- Питер Аутербриџ као Диригент (1. сезона)
- Рејнбоу Сан Френкс као детектив Чак Боман (1. сезона)
- Мет Бидл као наредник Дејл Чедер (1. сезона)
- Коди Реј Томпсон (1. сезона) и Калем Макдоналд (2. сезона) као Дејв Кац
- Патрис Гудман као Дот (2. сезона; гостујућа улога у 2. и 3. сезони)
- Кен Хол као Херб (2. сезона; гостујућа улога у 2. и 3. сезони)
- Кевин Ранкин као Елиот (2. сезона)
- Кристен Холден Рид као Аксел (2. сезона)
- Џон Капелос као Џек Руби (2. сезона)
- Стивен Бојерт као Карл Купер (2. сезона)
- Рејвен Дауда као Одеса (2. сезона)
- Дјушан Вилијамс као Мајлс (2. сезона)
- Џејсон Брајден као Ото (2. сезона)
- Том Синклер као Оскар (2. сезона)
- Џастин Пол Кели (2. сезона; гостујућа улога у 3. сезони) и Калум Кит Рени (3. сезона) као Харлан Купер / Лестер Покет
- Дов Тифенбах као Кичи (2. сезона)
- Робин Аткин Даунс као А. Џ. Кармајкл (2. сезона)
- Мона Траоре као Џил (2. сезона)
- Џејк Епстајн као Алфонсо Харгривс / Четврти Врабац (3. сезона)
- Каци Дејвид као Џејми Харгривс / Шести Врабац (3. сезона)
- Џавон Волтон као Стенли „Стен” (3. сезона)
- Џулијан Ричингс као Чат Родо (3. сезона)

## Епизоде
| Сезона | Сезона | Епизоде | Епизоде | Оригинална објава | Оригинална објава |
| ------ | ------ | ------- | ------- | ----------------- | ----------------- |
|        | 1.     | 10      | 10      | 15. фебруар 2019. | 15. фебруар 2019. |
|        | 2.     | 10      | 10      | 31. јул 2020.     | 31. јул 2020.     |
|        | 3.     | 10      | 10      | 22. јун 2022.     | 22. јун 2022.     |